# Red Dirt Girl
Red Dirt Girl är ett album av countrysångaren Emmylou Harris, utgivet 2000. Merparten av materialet på albumet är skrivet av Harris själv, vilket skiljer det från de flesta av hennes tidigare album. Det nådde femteplatsen på Billboards countrylista och vann en Grammy för bästa samtida folkmusikalbum.
Albumet gästas bland annat av Patti Scialfa och Bruce Springsteen, som medverkar på låten "Tragedy", och Dave Matthews, på "My Antonia".

## Låtlista
1. "The Pearl" (Emmylou Harris) - 5:02
2. "Michelangelo" (Emmylou Harris) - 5:15
3. "I Don't Wanna Talk About It Now" (Emmylou Harris) - 4:48
4. "Tragedy" (Rodney Crowell/Emmylou Harris) - 4:25
5. "Red Dirt Girl" (Emmylou Harris) - 4:20
6. "My Baby Needs a Shepherd" (Emmylou Harris) - 4:39
7. "Bang the Drum Slowly" (Guy Clark/Emmylou Harris) - 4:51
8. "J'ai Fait Tout" (Jill Cunniff/Emmylou Harris/Darryl Johnson) - 5:32
9. "One Big Love" (Angelo/Patty Griffin/Emmylou Harris) - 4:34
10. "Hour of Gold" (Emmylou Harris) - 5:01
11. "My Antonia" (Emmylou Harris) - 3:44
12. "Boy From Tupelo" (Emmylou Harris) - 3:49